# Alfred Bouckaert
Alfred "Freddy" Bouckaert (Brugge, 2 augustus 1946) is een Belgisch voormalig bankier.

## Levensloop
In 1968 werd Alfred Bouckaert licentiaat in de economische wetenschappen aan de Katholieke Universiteit Leuven. Hij ging datzelfde jaar als beursmakelaar aan de slag bij JM Finn & Co in Londen.
Sedert de jaren 1970 heeft hij meerdere leidinggevende opdrachten bij verschillende grootbanken vervuld. In 1972 ging hij aan de slag bij de Chase Manhattan Bank, waar hij in 1984 algemeen manager van de vestiging in Kopenhagen werd en in 1986 algemeen manager van Chase Manhattan in België. In 1989 werden de Belgische activiteiten van Chase Manhattan aan Crédit Lyonnais verkocht. Als algemeen directeur België werd Bouckaert verantwoordelijk voor de fusie van de Belgische operationele activiteiten van beide banken. In 1994 werd hij er algemeen manager Europa.
In 1999 werd Bouckaert algemeen directeur van de nieuwe fusiegroep AXA Royale Belge. Hij werd tevens lid van het directiecomité van de Franse verzekeringsgroep AXA en werd in 2005 gedelegeerd bestuurder van de Noord-Europese activiteiten van AXA. Hij bleef hiernaast ook de Belgische activiteiten leiden. Midden 2006 werd hij bij AXA ook verantwoordelijk voor de regio's Centraal- en Oost-Europa. In 2007 werd hij voorzitter van de raad van bestuur van AXA België in opvolging van Jean-Pierre de Launoit, een functie die hij tot 2010 uitoefende. Jacques de Vaucleroy volgde hem op als CEO voor Noord-, Midden- en Oost-Europa en Eugène Teysen als topman van AXA België.
In 2011 werd hij in opvolging van Marc Deconinck voorzitter van de raad van bestuur van Dexia Bank België (later Belfius). In april 2013 gaf Bouckaert kritiek op de Tobintaks, die op Europees vlak in de steiger stond., wat meteen commentaar uitlokte bij voor- en tegenstanders binnen de Belgische federale regering. In juni 2013 nam hij ontslag uit zijn functie als voorzitter van Belfius. Hij werd ad interim opgevolgd door Guy Quaden.
Daarnaast bekleedt of bekleedde Bouckaert ook bestuursmandaten bij al dan niet beursgenoteerde bedrijven, waaronder de familiale vennootschap De Waere, onderzoeksinstituut de Duve, bouwgroep CFE (2010-2016), voedingsgroep Vandemoortele en Bank J. Van Breda en Co.